# Druhaja liha
La Druhaja liha è il terzo livello calcistico del campionato bielorusso di calcio organizzato dalla BFF.

## Storia
Il campionato è organizzato fin dal 1992, quando la Bielorussia dichiarò l'indipendenza dall'Unione Sovietica ed organizzò un proprio campionato.
Il numero di club che prende parte al campionato dipende dalla possibilità che ha il club stesso di ottenere la licenza dalla federazione. Nel 2024 partecipano al campionato 33 squadre divise in 3 gironi.

## Squadre 2024

### Poŭnač (Nord)
- BDU Minsk
- Hazavik Vicebsk
- Horki
- Krumkačy Minsk
- Mëry
- Minsk-2
- Naftan-2
- Polack-2019
- Smarhon'-2
- Vicebsk-2
- Yuni X Labs

### Zachad (Ovest)
- Agra-Pielišča
- Arsenal Dzjaržynsk-2
- Baboўnya
- Dinamo-2 Brėst
- Ivacėvičy
- Krečet
- Kronon Stoŭbcy
- Nadzeja Gorodišče
- Nëman-2
- Stanles Pinsk
- Ščučyn

### Uschod (Est)
- Asipovičy
- Aŭtazavodec-Traktar
- Dnjapro Mahilëŭ
- FSK Ėnerhetyk
- Homel'-2
- Islač-2
- MNPZ
- Partizan Salihorsk
- Servolyuks-Agra
- Slavija-Mazyr-2
- Sluck-2

## Albo d'oro
| Stagione | Campioni                                                     | Altre promozioni                     |
| -------- | ------------------------------------------------------------ | ------------------------------------ |
| 1992     | Smena Minsk                                                  | Al'bertin Slonim ZLiN Homel'         |
| 1992–93  | Brėstbytchim                                                 |                                      |
| 1993–94  | Kardan-Flaers                                                | Ataka-Aura Minsk                     |
| 1994–95  | Famal'gaŭt (Gruppo A) Naftan-Dėvon (Gruppo B)                | Dinamo-Juni Minsk                    |
| 1995     | MPKC-2 Minsk(Gruppo A) Maksim-Orša (Gruppo B)                | Budaŭnik Bjaroza                     |
| 1996     | BATĖ Borisov (Gruppo A) Veino Mahilëŭ raën (Gruppo B)        | Belaazërsk Dnjapro Rahačoŭ           |
| 1997     | Dynama-Enierha Vicebsk (Gruppo A) Svislač-Krovlja (Gruppo B) | Paliessie Kozenki ZLiN Homel'        |
| 1998     | Zorka-VA-BDU Minsk (Gruppo A) Hranit Mikašėvičy (Gruppo B)   | Nëman Masty                          |
| 1999     | Traktar Minsk (Gruppo A) Luninec (Gruppo B)                  |                                      |
| 2000     | Daryda Minski raën                                           |                                      |
| 2001     | Ljakamatyŭ Minsk                                             | Smarhon'                             |
| 2002     | MTZ-RIPA Minsk                                               | Pinsk-900 Vertykalʹ                  |
| 2003     | Baranavičy                                                   | Veras Njasviž                        |
| 2004     | Smena Minsk                                                  | Orša                                 |
| 2005     | Tarpeda-SKA Minsk                                            | Pinsk-900 Polack                     |
| 2006     | Dinama-Belkard Hrodna                                        | Savit Mahilëŭ                        |
| 2007     | PMC Pastavy                                                  | Lida Spartak Šchloŭ                  |
| 2008     | DSK-Homel'                                                   |                                      |
| 2009     | Rudzensk                                                     |                                      |
| 2010     | Haradzeja                                                    | Sluckcukar Klečask Kleck             |
| 2011     | Lida                                                         | Bjaroza-2010                         |
| 2012     | Smaljavičy-STI                                               | Beltranshaz Islač Minsk-2            |
| 2013     | Ljakamatyŭ Homel'                                            | Zorka-BDU Minsk                      |
| 2014     | Baranavičy                                                   | Krumkačy Minsk Orša Kobryn           |
| 2015     | Luč Minsk                                                    | Tarpeda Minsk Ašmjany                |
| 2016     | Volna Pinsk                                                  | Asipovičy Nëman-Ahra Stoŭbcy         |
| 2017     | UAS Žytkavičy                                                | Čist                                 |
| 2018     | Ruch Brėst                                                   | Krumkačy Minsk Spadarožnik Rėčica    |
| 2019     | Arsenal Dzjaržynsk                                           | Ašmjany Maladzečna                   |
| 2020     | Dnjapro Mahilëŭ                                              | Šachcër Salihorsk-2 Baranavičy       |
| 2021     | Astravec                                                     | Dnjapro Rahačoŭ Asipovičy Maladzečna |
| 2022     | Niva Doŭbizna                                                | Bumprom Žodzina-Paŭdnëvae            |
| 2023     | Partizan Salihorsk                                           | Krumkačy Minsk Ruch Brėst            |